# Коломийський трамвай
Коломийська приміська залізниця, Коломийський трамвай — вузькоколійна приміська залізниця на паровій тязі, яка сполучала Коломию з Рунґурами та Ковалівкою (Івано-Франківська область).
У місті мала ознаки трамвая, бо колії були прокладені проїжджою частиною вулиць.
Складалася з двох гілок — ковалівської (з'єднувала Коломию з Ковалівкою, проходила через Сопів) та рунгурської (Коломию з Рунґурами; проходила через Печеніжин і Княждвір).

## Історія
До 1886 року нафту з копалень (шиб) на дистилярні (рафінерії) на Коломийщині доставляли возами. Тому, на початку 1880-х років надінспектор Львівсько-Чернівецької залізниці Людвік Вежбицький запропонував проєкт будівництва локальної залізниці, що сполучила б Коломию, Печеніжин і Яблунів. Цей проєкт підтримав нафтопромисловець Станислав Щепановський, який, працюючи у британському міністерстві у справах Індії, розробляв будівництво залізниць на Індостані. Щепановський створив консорціум для будівництва залізниці, заручившись фінансовою підтримкою віденської компанії M.Biedermann & Co. Консорціум розширив проєкт, включивши до нього будівництво колій до Княждвора та Слободи Рунґурської.
Будівництво тривало протягом семи місяців 1886 року силами віденської фірми Lindheim & Co під керівництвом інженера Рудольфа Матковського. Планованого відгалуження на Яблунів не збудували.
Залізницю зруйнували в роки Другої світової війни. Після війни її відбудували — навесні 1945 року з Коломиї в Рунґури прибув перший товарний потяг. Працівники НКВД заарештовували жителів Рунґурів і навколишніх сіл, щоби вивезти їх на Сибір. Проте вояки УПА розібрали рейки, зупинили потяг, солдатів Червоної армії забрали в полон, пов'язали руки, а потім відпустили. Наступного для в село знову прибули війська НКВД і поклали рейки на місце, після чого потяг таки покинув село.
У повоєнний період було споруджено відгалуження на Ковалівку, де добували вугілля.
Останній рейс відбувся 15 травня 1967 року. Того ж року залізницю розібрали.

## Опис
Паровий трамвай створили для перевезення нафти з родовища у Слободі Рунґурській. Але видобуток нафти припинили 1944 року через вичерпання родовища. Відтак залізницю використовували лише цегельні та лісопильні.
Паровий трамвай був вузькоколійним. Для руху потягів використовували 4 паротяги KkStB 98. Точних даних щодо ширини колії немає. Коломийський "трамвай" не був сполучений з жодними іншими залізницями.
Поруч зі станцією у Слободі Рунґурській було встановлено величезну цистерну, куди трубами з кожної шиби надходила нафта. З неї нафту помпували в залізничні цистерни і везли до рафінарій (дистилярень).
Залізниця проходила вулицями Коломиї через центр міста, тому її переважно називають "трамваєм". Середня швидкість потягів по місту становила 5-10 км/год. Наїзди на пішоходів були звичним явищем.

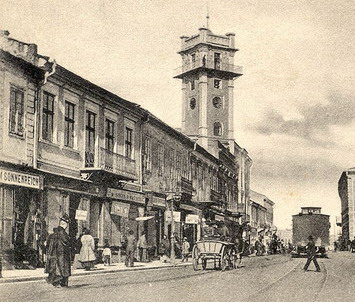
Коломийська вулиця: залізничні рейки і зад потягу
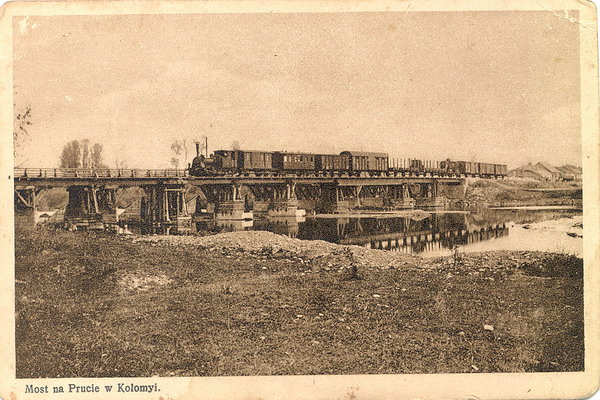
Міст через Прут